# Aleksandra Wozniak
Aleksandra Wozniak (Montreal, Quebéc, 7 de Setembro de 1987) é uma ex-tenista canadense. Seu ranking mais expressivo foi em simples, atingindo a 21ª posição em 2009. O único título de WTA foi o de simples no então Tier II do WTA de Stanford, em 2008.
Sem atuar desde o primeiro semestre de 2018, onde fez o último jogo no ITF de Jackson, em abril, com direito a avançar à 2ª fase, Wozniak, que sempre foi confundida nominalmente com a ex-número 1 dinamarquesa Caroline Wozniacki, anunciou aposentadoria em dezembro do mesmo ano.

## Finais no circuito WTA

### Simples: 3 (1 título, 2 vices)
| Status | V–L | Data          | País/cidade       | Torneio                                  | Categoria     | Oponente           | Resultado |
| ------ | --- | ------------- | ----------------- | ---------------------------------------- | ------------- | ------------------ | --------- |
| Vice   | 0–1 | maio de 2007  | Fez               | Grand Prix SAR La Princesse Lalla Meryem | Tier IV       | Milagros Sequera   | 1–6, 3–6  |
| Campeã | 1–1 | julho de 2008 | Stanford          | Bank of the West Classic                 | Tier II       | Marion Bartoli     | 7–5, 6–3  |
| Vice   | 1–2 | abril de 2009 | Ponte Vedra Beach | MPS Group Championships                  | International | Caroline Wozniacki | 1–6, 2–6  |